# Росбах (Баварія)
Росбах (нім. Roßbach) — громада в Німеччині, розташована в землі Баварія. Підпорядковується адміністративному округу Нижня Баварія. Входить до складу району Ротталь-Інн.
Площа — 48,08 км2. Населення становить 2952 ос. (станом на 31 грудня 2020).